# Columna a los próceres del 9 de octubre

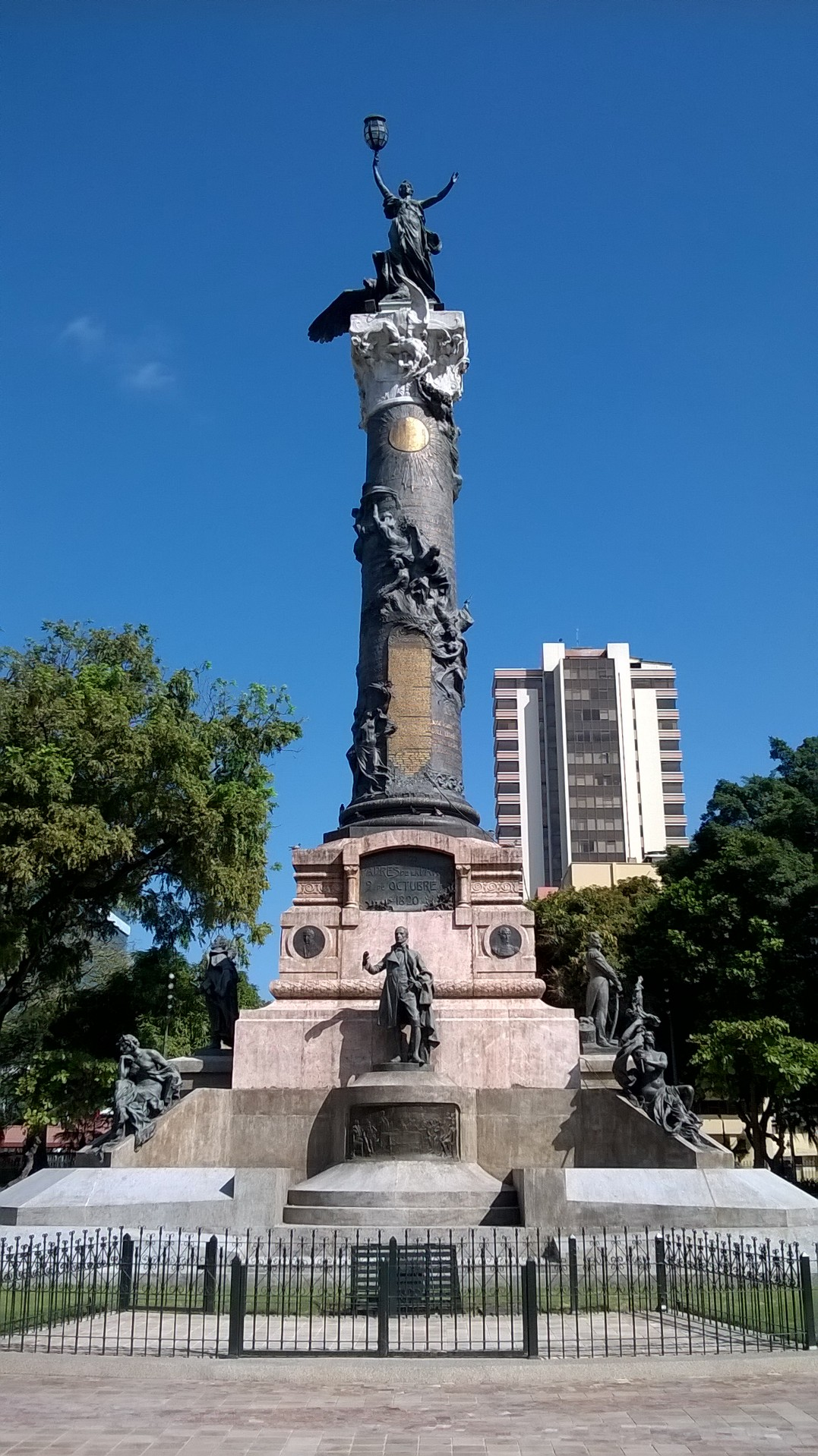
Columna a los próceres del 9 de octubre: Vista del monumento conmemorativo a los próceres de la independencia guayaquileña en el parque Centenario, en el centro urbano de la ciudad de Guayaquil.

La Columna de los Próceres de la Independencia, se encuentra en la ciudad de Guayaquil, ubicada en la parte central del Parque Centenario de Guayaquil, en la intersección de la Avenida Nueve de Octubre y Lorenzo de Garaycoa. 
Este importante monumento es obra del escultor catalán Agustín Querol y Subirats, que en 1907, ganó el concurso internacional convocado. Tras el fallecimiento de Querol se encargó de los trabajos Cipriano Folgueras que a su vez fue sustituido por el escultor Josep Montserrat.
La columna fue inaugurada en solemne acto público el 9 de octubre de 1918. Pero después siguieron los trabajos de colocación de las diversas estatuas, realizadas por el artista italiano Giuseppe Beneduce.

## Historia
La importancia histórica de la gesta libertaria del 9 de octubre de 1820 coloca a Guayaquil, como protagonista y escenario de uno de los mayores hechos políticos de su historia; su total independencia de España. Las estrategias militares del capitán Febres Cordero y varios patricios más, dan como resultado el fin de una era, y el comienzo de otra, marcada por la madrugada del 9 de octubre donde los guayaquileños celebraban el triunfo de la revolución.

## Descripción
Se trata de una columna conmemorativa que mide 27 metros de altura total, pesa con sus cimientos 22,5 toneladas, y su costo se valoró en 500.000 sucres de aquellos tiempos. El monumento con todo y base descansa en un inmenso dado de hormigón de 6 m de largo por 6 de ancho.
En la base hay varias estatuas de los próceres de la independencia: José Joaquín de Olmedo (ubicada al este), el general José de Villamil (al norte), José de Antepara (al oeste), el capitán León de Febres Cordero (al sur). 
La Columna está constituida por tres elementos: una base de granito en la que se observan cuatro estatuas de personajes históricos orientadas hacia los cuatro puntos cardinales, cuatro figuras mitológicas en los ángulos, cuatro bajorrelieves alusivos a la gesta de octubre y ocho medallones en relieve con la efigie de los próceres.
Cuatro figuras alegóricas adornan los ángulos de la base de la columna y estas están representadas por la Historia, la Justicia, Patriotismo y el Heroísmo. 
Historia: La estatua se representa bajo la imagen de una mujer, símbolo del atributo femenino de la naturaleza. El libro cerrado alude a los acontecimientos registrados por el tiempo. Alegóricamente expresa que la historia de la ciudad fue escrita con gloria, pensando en un presente de libertas y en el progreso.
La Justicia: La justicia tiene abierto el libro del presente, a través de la espada de la responsabilidad sanciona las acciones que los hombres eligen libremente. Alegóricamente simboliza que la justicia fue la idea básica que inspiró la gesta de octubre.
Patriotismo: Esta estatua esta envuelta en el pabellón que caracteriza los principios de una nación. Alegóricamente representa los valores cívico-políticos que guiaron la causa de la independencia.
El Heroísmo: Es la única estatua masculina. Está representado por un hombre joven que tiene en su mano la estatua de la libertad. Alegóricamente el heroísmo es el resultado de una historia llena de gloria y justicia al servicio de la Patria.
El capitel, en el que se distingue una joven hincada y la imagen de Ícaro. Sobre él se observa una mujer sosteniendo la antorcha de la libertad, y a su lado un cóndor en actitud de emprender el vuelo. 
El fuste de la Columna es de bronce, con 10,80 m de alto, cuyas piezas están unidas con fuertes pernos, en el que se observa un grabado con el Acta del 9 de octubre de 1820 y los nombres de los Patriotas. En su entorno se aprecian bajorrelieves de figuras femeninas que ascienden.
También se encuentran ocho medallones en la parte superior del pedestal, repartidos de par en par en cada una de las caras de la base: de forma circular y trabajados en bronce, representan el retrato de los patriotas que contribuyeron al éxito de la emancipación guayaquileña, entre los que tenemos al coronel Miguel de Letamendi, el teniente coronel Gregorio Escobedo, el coronel Juan Francisco Elizalde, el general Luis Urdaneta, el doctor Francisco de Marcos, el coronel Francisco de Paula Lavayen y el coronel Rafael Ximena.
La hermosa obra simboliza el espíritu humano, alumbrando la vía con la luz del entendimiento.
El Parque Centenario  ocupa una extensión de cuatro cuadras, en las que se pueden observar varios monumentos, que complementan al de mayor importancia ‘El de La Libertad’. Según el historiador guayaquileño Melvin Hoyos, cada pieza tiene un significado histórico desconocido para la mayoría de los ciudadanos.
Los dioses Hermes y Artemisa (alegóricas de la agricultura y el comercio) que se muestran por la calle Víctor Manuel Rendón, fueron creados por el artista José A. Homs. 
“El parque es longitudinal, paralelo a la dirección del río, precisamente, para destacar cómo ha crecido la ciudad gracias a la agricultura y como consecuencia de las artes y la industria”, explicó Hoyos
Los caballos que enmarcan el pórtico principal hacia la calle Lorenzo de Garaycoa fueron elaborados por el escultor catalán Juan Rovira. “Simboliza al pueblo guayaquileño dominando su destino y obteniendo su libertad”, agregó. 
Las figuras de Gea y Poseidón (dioses griegos que dominaban los mares y la tierra) que dan acceso al parque por la calle Pedro Moncayo, al igual que las ninfas que representan Las Artes y Los Oficios, por la calle Vélez, pertenecen a Giuseppe Beneduce. “Esto representa el pueblo dominando su destino, obteniendo su libertad y a su vez recibiendo favores de la tierra y el mar”, acotó el historiador.
“Es el símbolo máximo del legado que nos dejaron nuestros ancestros, porque no existe mejor obsequio que la capacidad de ser independientes, de tener autonomía, de ser libres”, concluyó Melvin Hoyos.

## Acta de la Independencia
El Acta de la Independencia de Guayaquil, está escrita en el fuste de la columna.
Solamente algunos textos antiguos contienen el Acta y no es común que se encuentre en todas las bibliotecas. Muchos desconocen que el texto del acta se encuentra en la Columna. 